# Nick Evans (Rugbyspieler)
Nicholas Oliver Llewellyn Evans (* 14. August 1980 in North Shore) ist ein neuseeländischer Rugby-Union-Spieler. Er spielt auf den Positionen des Verbindungshalb und des Schlussmanns. Er war bis zu seinem Wechsel zur englischen Premiership-Mannschaft Harlequins nach weitläufiger Meinung die zweite Wahl als Verbinder bei den All Blacks, hinter Daniel Carter von den Crusaders.

## Karriere
Evans ging zur Westlake Boys High School, wo er erstmals als Verbindungshalb für seine Schulauswahl spielte. Daneben spielte er an seiner Schule auch Australian Rules Football. Evans wurde in die neuseeländische U-21 und in die Senior-Australian-Rules-Football-Mannschaft berufen, wo er gegen Auswahlmannschaften aus den australischen Bundesstaaten spielte. Man unterbreitete ihm auch einen Vertrag mit den Sydney Swans. Doch Evans war mit 180 cm für professionelles Aussie Rules zu klein. Er entschied sich endgültig für Rugby Union und spielte für die Highlanders und Blues in der Super 14 sowie für Otago und North Harbour in der National Provincial Championship.
Evans wird nachgesagt, wunderbare Fähigkeiten im Tragen und Passen des Balles, einen präzisen rechten Fuß, explosive Antritte und eine exzellente Spielübersicht zu haben.
Nach Erfahrungen im Provinz- und Super-Rugby machte Nick Evans 2004 sein Debüt bei den All Blacks im Alter von 23 gegen England. Am 25. Mai 2007 kündigte Evans an, dass er seinen Vertrag mit Otago nicht verlängern wird, sondern lieber bei einem Verband unterschreiben möchte, der näher bei seiner Familie in North Shore ist. Er schloss aber auch nicht aus, dass er, falls er nicht in den Kader der All Blacks für die Weltmeisterschaft kommt, einer von vielen neuseeländischen Rugbyspielern sein würde, die nach Europa gehen. Evans wurde allerdings wie erwartet für den Kader nominiert und wusste bei seinen drei WM-Einsätzen zu überzeugen. Im Anschluss an die WM entschied er sich zu den Blues aus Auckland zu wechseln.
Nach nur einer Saison bei den Blues wechselte er jedoch 2008 in die englische Premiership Rugby zu den Harlequins aus dem Londoner Stadtteil Twickenham. Im Heineken Cup schlug das Team dank eines Dropgoals von Evans in der Nachspielzeit die Mannschaft Stade Français. Zuvor hatte es schon das Hinspiel in Paris auf dramatische Weise gewonnen. Am Ende des Jahres sorgte Evans erneut durch einen Kick in letzter Sekunde für ein Erfolgserlebnis der Harlequins, die dadurch ein Unentschieden gegen die Leicester Tigers erreichen konnte.